# Nigel Sears
Nigel Sears, né le 4 avril 1957 est un joueur puis entraîneur de tennis britannique, connu pour avoir entraîné des joueuses comme Amanda Coetzer, Daniela Hantuchová et Ana Ivanovic.
En deux années d'entraînements avec Daniela Hantuchová, entre 2001 et 2003, il fait passer la joueuse du 80e rang mondial à la 8e place du classement. Il a été capitaine de l'équipe de Grande-Bretagne de Fed Cup de décembre 2006 à juin 2011. Recruté par Ana Ivanovic, il améliore son service et son coup droit pour lui permettre de retrouver les premières places du classement mondial,,. Début juillet 2013, la joueuse décide de se séparer de Sears, expliquant qu'elle a besoin de changement car elle ne progresse pas suffisamment,,. Sa fille Kim a épousé Andy Murray en juin 2015.